# Posta (jornal)
O Posta ("correio" em turco) é um jornal tabloide diário turco, fundado em 1995 e é o segundo maior em termos de circulação (519 000 em abril de 2009, 474 000 em julho de 2011), a seguir ao Zaman. É publicado em Istambul pelo Doğan Media Group, o qual detém outros jornais importantes turcos, como o Hürriyet e o Milliyet.
O jornal é usualmente descrito como um tabloide semelhante ao New York Daily News e ao Daily Mirror, que presta mais atenção ao entretenimento e mexericos do que à política e economia.